# ワイド630
『ワイド630』は、朝日放送テレビ（ABC）でかつて放送されていた関西ローカルニュース番組である。

## 概要
夕方ワイド番組「ワイドABCDE〜す」の18時台に放送されていたニュースコーナーにはそれまで特にタイトルがつけられていなかったが、1999年10月4日の改編から「ワイド630」というタイトルが与えられた。
タイトルは与えられたものの、それでも「ワイドABC-」に内包された1コーナーであることに変わりはなかった。しかし全国高校野球選手権大会中継など何らかの事情で「ワイドABC-」が放送できなかった場合は、「ワイド630」を独立番組として放送した。
また「スーパーJチャンネル」が高校野球中継延長によりネット返上となった場合は「ワイド630」を18:20から前倒し拡大で放送し、番組内で全国ニュースをフォローしていた。
「ワイドABC-」の18時台はそれまで18:29.30からのフライングスタートだったが、「ワイド630」になってからは18:30ちょうどからのスタートになっている。
2000年9月29日、「ANNスーパーJチャンネル」の全国ニュース枠の縮小によるローカルニュース枠拡大に伴い「ワイド630」はわずか1年で終了。それまで「ワイドABC-」に内包されていた「スーパーJチャンネル」と関西ローカルニュースを切り離し、ローカルニュースは新番組「ABC NEWSゆう」へ移行した。

## 放送時間
- 1999年10月4日 - 2000年9月29日 月曜日 - 金曜日 18:30 - 18:54

## 出演者

### 司会者
- 三代澤康司（番組進行。ただし高校野球中継でワイドABCDE〜すが休止になった場合は後述のニュースキャスターのみで番組を進行していた）

### ニュースキャスター
- 岡元昇（月・火）
- 堀江政生（水 - 金）
- 葛西賀子（月 - 金）

NEWSゆうに変わる数週前からは月曜と火曜は中浜葉月が担当していた。